# Месскірх
Месскірх (нім. Meßkirch) — місто в Німеччині, знаходиться в землі Баден-Вюртемберг. Підпорядковується адміністративному округу Тюбінген. Входить до складу району Зігмарінген.
Площа — 76,22 км2. Населення становить 8428 ос. (станом на 31 грудня 2020).